# Epiglotitis
La epiglotitis es una franca urgencia médica, caracterizada por una súbita inflamación de las estructuras de soporte supraglóticas, específicamente la epiglotis y los músculos aritenoideos. La resultante hinchazón de estas estructuras resulta en una obstrucción de las vías aéreas superiores que pone en peligro la vida del paciente, por lo general, niños. Al igual que el crup viral y la traqueitis bacteriana, la epiglotitis se presenta con estridor repentino precedido por fiebre, tiraje inspiratorio y una característica salivación y babeo. El diagnóstico es fundamentalmente clínico, aunque radiografías de cuello lateral pueden ayudar a visualizar la obstrucción de la tráquea. El principal causante es una bacteria, el Haemophilus influenzae, aunque otros organismos pueden verse implicados en algunos casos, como lo son el Streptococcus pneumoniae, Neisseria meningitidis y los estafilococos. En la mayoría de los casos, la intubación endotraqueal debe ser realizada de inmediato por un profesional calificado de la salud.

## Epidemiología
La prevalencia de la epiglotitis varía de una región geográfica a otra. Un estudio en Suecia demostró una disminución importante en la incidencia de esta infección, de 21 por cada 100 mil pacientes menores de 5 años en 1987 hasta 0.9 en 1996. Australia mostró una tasa aumentada de casos adultos en comparación con pacientes pediátricos, 84% vs 17% respectivamente. Un estudio en Israel demostró un aumento en la incidencia de epiglotitis por cada 100 mil adultos, de 0,88 entre 1986 a 1990, 2,1 entre 1991-1995 y 3.1 desde 1996-2000. En los Estados Unidos la incidencia fue de aproximadamente 1,8 por cada 10 mil hospitalizaciones después del comienzo del uso de la vacuna en 1990.

## Causas
La epiglotitis es una enfermedad potencialmente mortal, poco común que se presenta en niños entre los 2 y 6 años de edad. La epiglotitis es la inflamación de la epiglotis, un cartílago ubicado en la parte posterior de la lengua que cierra el conducto laríngeo durante la deglución.
La causa más frecuente de inflamación de la epiglotis son las bacterias Haemophilus influenzae, aunque puede ser ocasionada por otras bacterias como el Streptococcus pneumoniae, Neisseria meningitidis y el Staphylococcus aureus y raramente por algunos virus como el Herpes simple y el virus de la parainfluenza. En adultos ocurre muy rara vez, y su incidencia general ha disminuido gracias a la vacuna anti-Haemophilus influenzae. La epiglotitis causada por especies de Candida son frecuentes casi exclusivamente en pacientes inmunosuprimidos.

## Patología
La inspección de la epiglotis la muestra edematosa, eritematosa y de color rojo cereza, así como las zonas circundantes, incluyendo los músculos aritenoideos y los pliegues aritenoepiglóticos. Ocasionalmente se ven úlceras, abscesos y otras lesiones supraglóticas.

## Diagnóstico diferencial
Otras afecciones pueden imitar una epiglotitis:
- Angioedema agudo
- Una obstrucción de las vías respiratorias
- Laringotraqueobronquitis bacteriana (crup)
- Lesión térmica o cáustica por líquidos o aire caliente (quemaduras)
- Aspiración de cuerpo extraño
- Difteria laríngea
- Bronconeumonitis laringotraqueal
- Absceso periamigdalino
- Absceso retrofaríngeo
- Septicemia

## Tratamiento
Los niños con epiglotitis son hospitalizados de inmediato, por lo general bajo los cuidados de una Unidad de Cuidados Intensivos donde recibirá asistencia ventilatoria, oxígeno húmedo, terapia intravenosa, incluyendo antibióticos como la ceftriaxona, entre otros.